# Burg Jesberg
Burg Jesberg, auch „Jesburg“ oder „Ruine Jesberg“ genannt, ist die Ruine einer romanischen Höhenburg in Jesberg im hessischen Schwalm-Eder-Kreis an der alten Handelsstraße „Fritzlarer Straße“ in Nordhessen.

## Bau und Anfänge

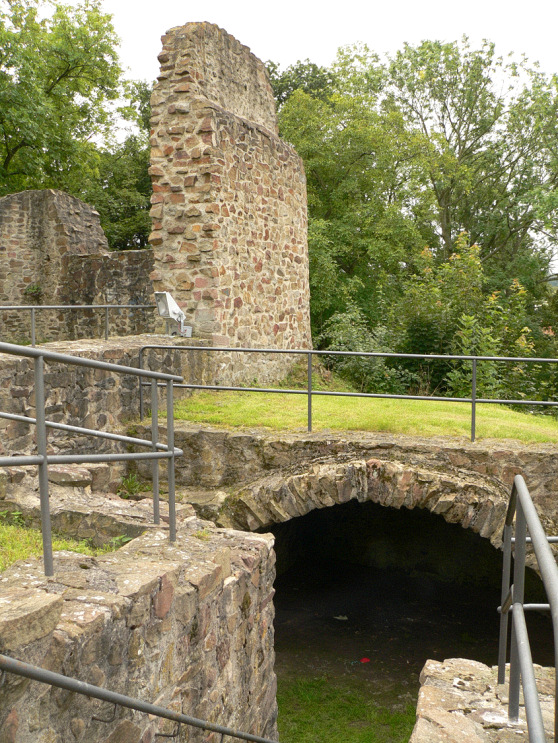
Baureste mit Gewölbekeller

Gegen Ende des 12. oder zu Anfang des 13. Jahrhunderts wurde mit dem Bau der Wehranlage auf dem 280 m ü. NHN hohen Schloßberg über Jesberg begonnen. Am 2. April 1241 verkauften die Brüder Ludwig und Wortwin von Linsingen die Burg und das Gericht „Lenswideshusen“, später als „Jagsperg“ oder „Jagesburg“ bezeichnet, an den Mainzer Erzbischof Siegfried III., erhielten sie jedoch als Mainzer Lehen zurück. Die Burg lag an der alten Fritzlarer Straße, einer der ältesten Handelsstraßen Hessens, die die Wetterau mit dem Raum Fritzlar/Gudensberg verband, und wurde – neben Fritzlar, Naumburg und dem Heiligenberg bei Felsberg – ein Hauptstützpunkt Mainzer Macht in Niederhessen. Die Burg war in den folgenden zwei Jahrhunderten wiederholt verpfändet; Pfandinhaber und Burgmannen waren u. a. Mitglieder der Ministerialen-Familien „von Falkenberg“, „von Linsingen“, „von Gilsa“ und „von Grifte“.

## Mainz gegen Hessen
Um 1350 wurde die Burg schwer beschädigt; die genauen Gründe sind nicht bekannt, dürften aber in Streitigkeiten zwischen Mainz und den Landgrafen von Hessen zu finden sein. Als die Herren von Linsingen im Jahre 1400 Vasallen des hessischen Landgrafen wurden, belagerte ein mainzisches Aufgebot die Burg und nahm sie in Besitz. Von 1425 bis 1426 wurde die Burgbefestigung unter Anleitung des Fritzlarer Ministerialen Happel Katzmann fast ganz (mit Ausnahme des romanischen Bergfrieds) erneuert, erheblich erweitert und durch das Ausheben eines Wallgrabens verstärkt. 1427 war die Burg in den letztlich entscheidenden Krieg zwischen Landgraf Ludwig I. von Hessen und Erzbischof Konrad von Mainz verwickelt, als die mainzischen Truppen unter dem Grafen Gottfried von Leiningen nach ihrer Niederlage am 23. Juli 1427 auf der Großenengliser Platte bei Fritzlar (zwischen der Kalbsburg und Holzheim) zunächst nach Jesberg flohen, ehe sie dann bei Fulda am 10. August ein zweites Mal geschlagen wurden.

## Hessischer Bruderkrieg
Im Hessischen Bruderkrieg 1469 zwischen den Landgrafen Ludwig II. von Hessen-Kassel und Heinrich dem Reichen von Hessen-Marburg stand Kurmainz auf der Seite Heinrichs. Die Burg Jesberg wurde von dem mainzischen Burgmannen von Linsingen verteidigt, wurde aber nach langer Belagerung und Beschießung durch 500 von Ludwig angeworbene böhmische Landsknechte und 300 Berittene, die auch Borken und Schwarzenborn niederbrannten, erstürmt und fast völlig zerstört. Die Verteidiger sollen allesamt ihr Leben verloren haben. Erst 1524 wurde die Burg wieder aufgebaut.

## Verfall und Bewahrung

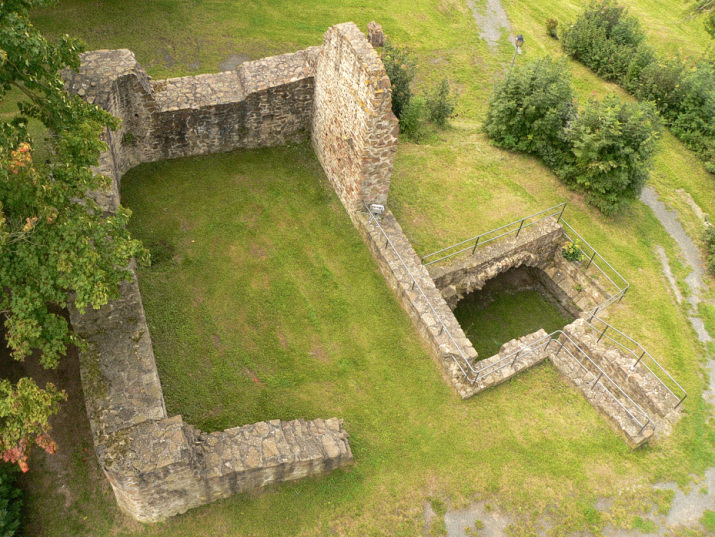
Blick vom Bergfried auf die Reste des Palas

1586 wurden Burg und Gericht endgültig hessisch. Damit verlor die Burg ihren strategischen Wert und verfiel. Steine von Burgmauern und Mauertürmen fanden Verwendung als Baumaterial für Jesberger Häuser. 1721 starb der hessische Zweig der Familie „von Linsingen“ aus und die Burg und das Lehen fielen an die Landgrafschaft Hessen zurück.
Um 1820 erwarb der Kaufmann Appell die Burgreste und bewahrte die Anlage vor der völligen Zerstörung.
Die Gemeinde Jesberg erwarb 1964 die Ruine und das Schlossberggelände. Von 1980 bis 1987 wurde die Burgruine mit Bergfried und den erhalten gebliebenen Teilen von Palas, Kellern und Ringmauern restauriert. Ein Rundwanderweg, ein Parkplatz, ein Musikpavillon, Sanitäranlagen, eine Turmtreppe und eine Aussichtsplattform wurden angelegt. Der Bergfried ist in den Monaten April bis Oktober täglich von 9 bis 20 Uhr frei zugänglich und bietet einen guten Blick auf Jesberg und zum Kellerwald.